# Conviasa
El placer de volar
Conviasa  est, depuis mars 2004, par décret du président Hugo Chávez, la compagnie aérienne nationale du Venezuela. Son siège social est situé à l'Aéroport international Maiquetía - Simón Bolívar à  Maiquetia près de Caracas. La flotte dessert des destinations tant locales qu'internationales.

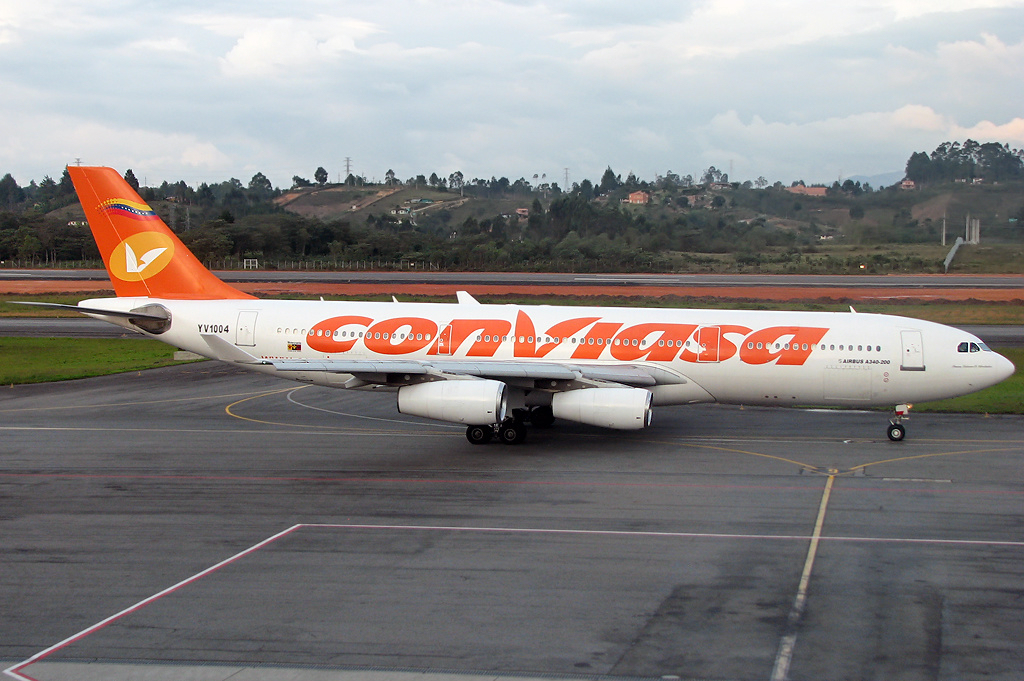
Le dernier Airbus A340-200 passagers opéré

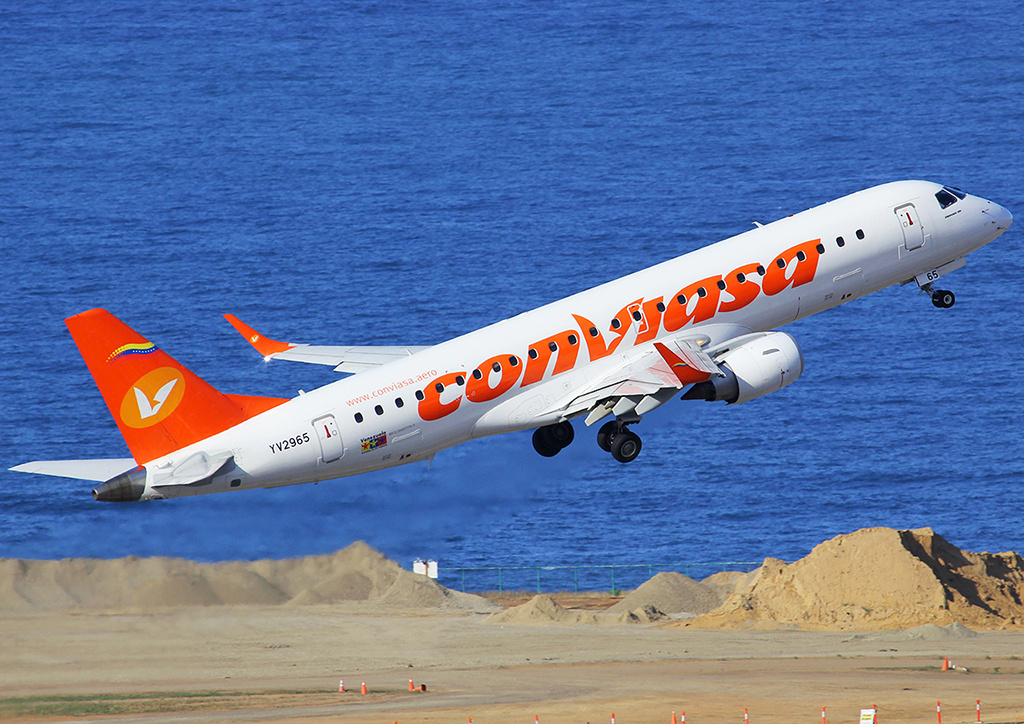
Décollage d'un Embraer 190 de Conviasa

## Flotte

### Flotte actuelle
En janvier 2023, Conviasa exploite les appareils suivant, :

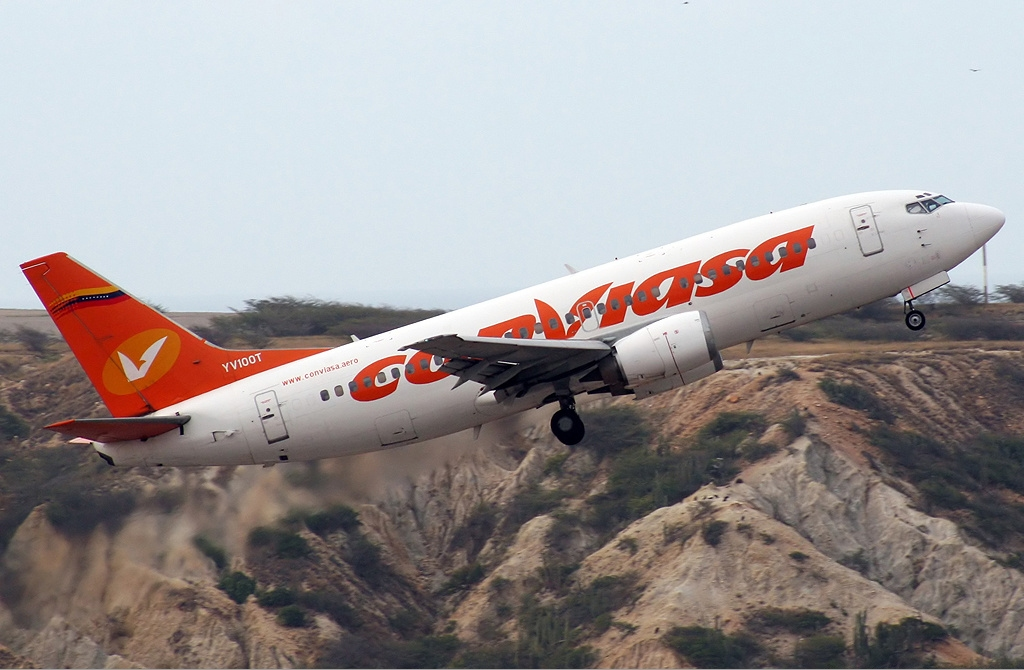
Ancien Boeing 737-300 de la compagnie

### Flotte historique
Par le passé, Conviasa a exploité les appareils suivants:

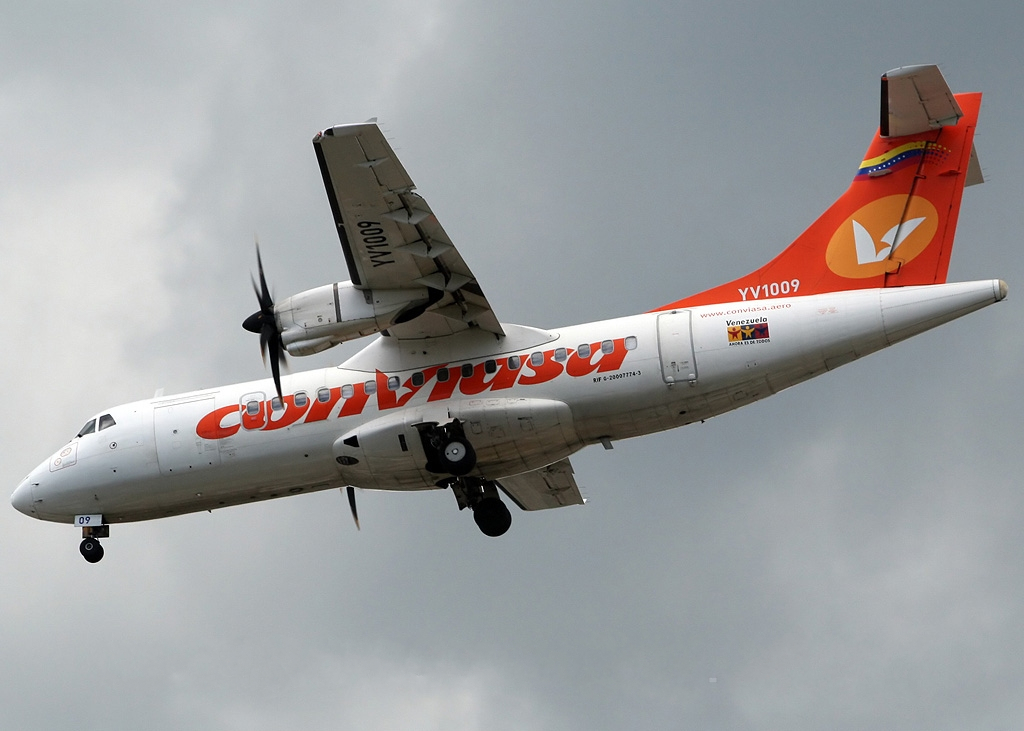
ATR 42-420
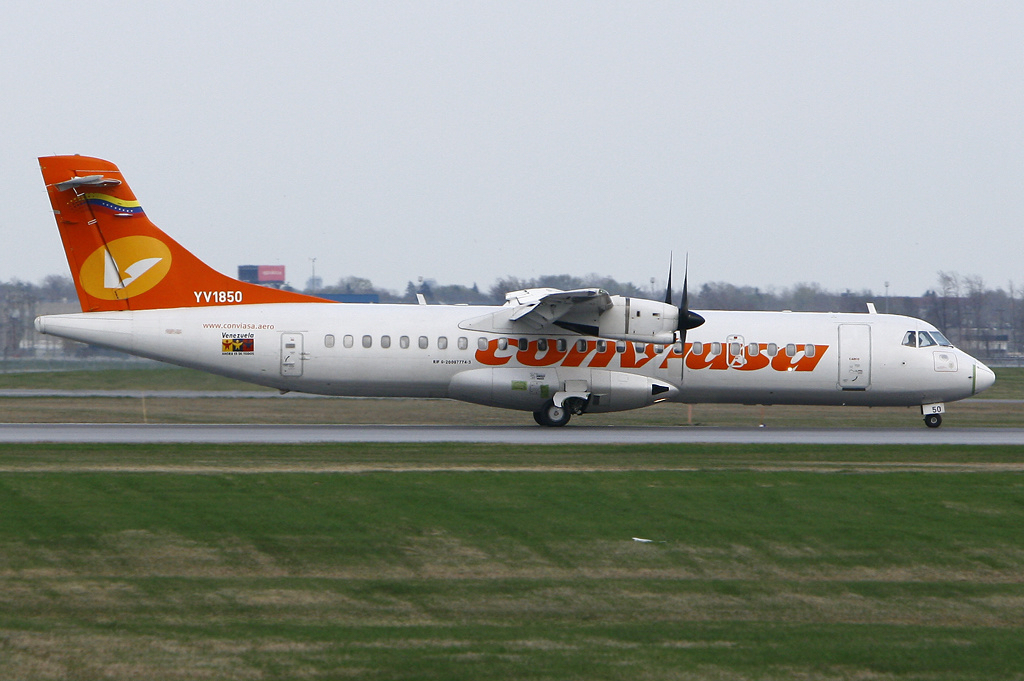
ATR 72-201
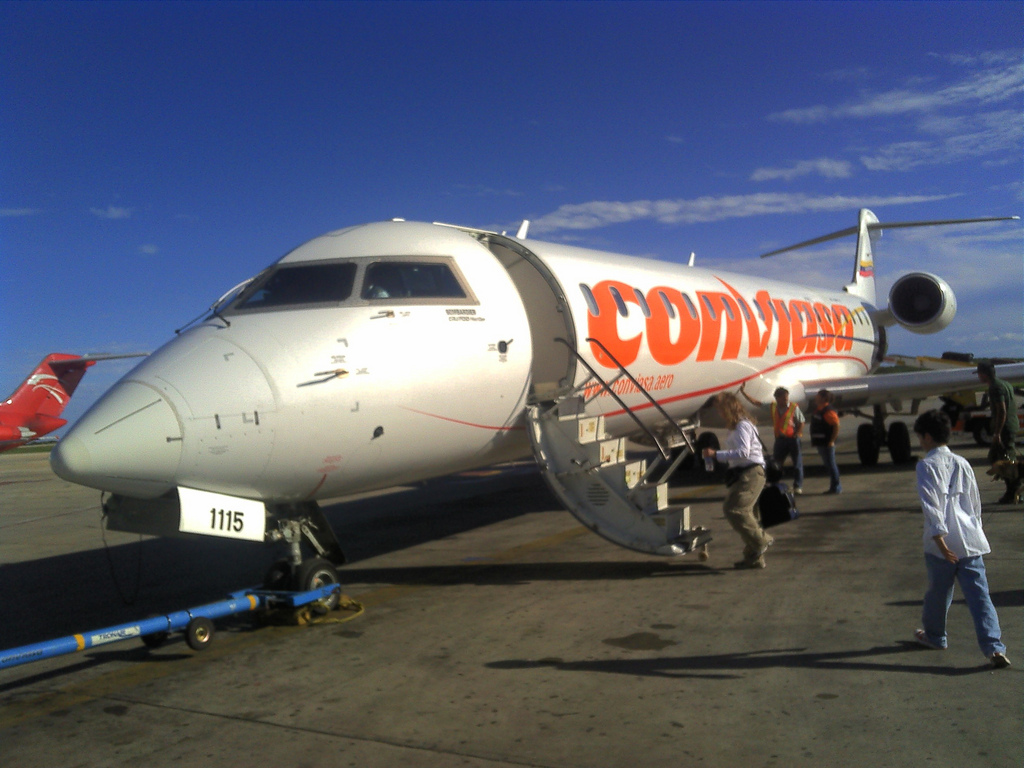
CRJ-700 à Porlamar
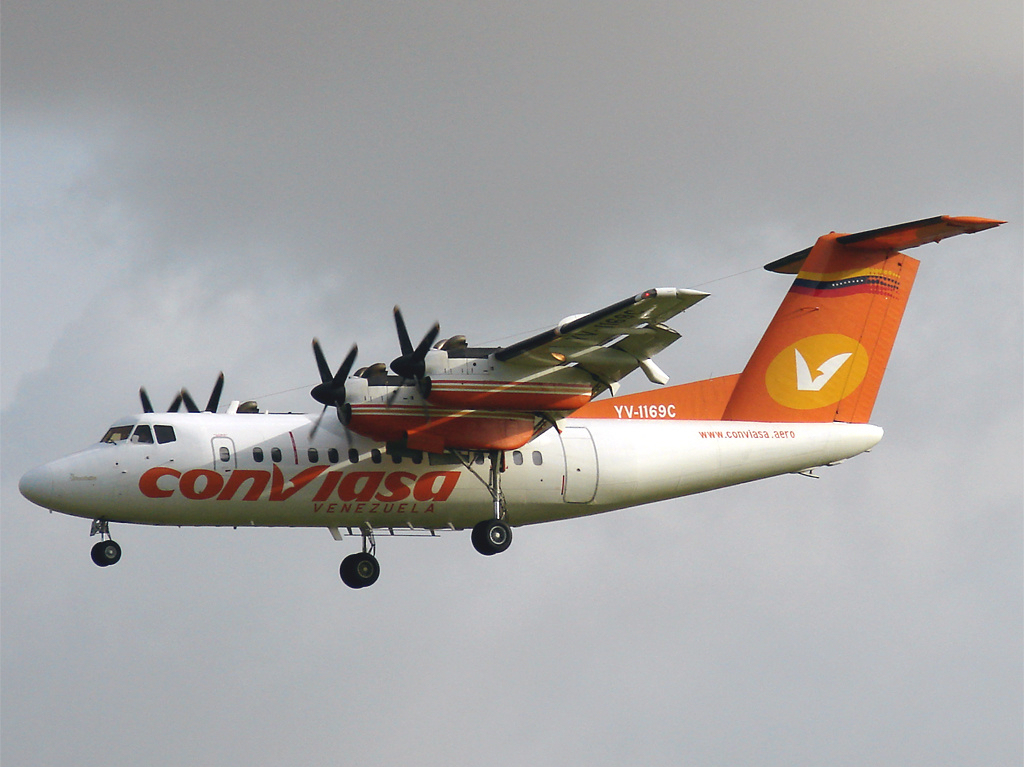
De havilland Canada Dash 7

## Événements
- 1er septembre 2008 : Un Boeing 737-200 (reg. YV102T) près de Toacaso,  Équateur. L'avion était stocké à Caracas et devait se rendre à Latacunga au moment de l'accident, dans une zone montagneuse. Les 3 membres d'équipage sont décédés.
- Samedi 20 décembre 2008 : Selon le journal italien La Stampa, l'Iran utilise des avions de la compagnie nationale vénézuélienne, la Conviasa, pour transporter vers la Syrie du matériel servant à fabriquer des missiles et ainsi contourner les sanctions de l'ONU. Une partie du matériel transporté (ordinateurs, composants de moteurs) proviendrait du groupe industriel iranien Shahid Bagheri (SBIG), inscrit à l'annexe de la résolution 1737 de l'Onu pour son implication dans le programme de missiles balistiques iranien. De son côté, la Syrie fait parvenir depuis 2006 du matériel militaire destiné aux Gardiens de la révolution et le Venezuela bénéficie de la mise à disposition de certains Gardiens de la révolution et des membres de leur unité d'élite, l'Al-Quds, pour former et renforcer les services secrets et la police vénézuélienne[7].
- 29 novembre 2006, un Boeing 737-200, (reg. YV102T), avec 94 passager à bord a dû faire un retour d'urgence à l'Aéroport international La Chinita à Maracaibo, dix minutes après avoir décollé, en raison d'un hublot brisé.
- 13 septembre 2010 : Le vol Conviasa 2350 s'est écrasé avec 47 passagers et quatre membres d'équipage à son bord à plus de neuf kilomètres de Puerto Ordaz, dans l'est du pays. L'appareil, un ATR-42, reliait Puerto Ordaz à l'île touristique de Margarita. Le crash s'est produit quelques minutes après le décollage de l'appareil. Les autorités locales confirment, le jour même, que 36 passagers et un membre de l'équipage ont survécu et ont été dirigés vers les hôpitaux, et que 15 morts sont répertoriés. Deux passagers décédés étaient de nationalité française.
- Depuis le 3 avril 2012, Conviasa figure sur la liste noire des compagnies interdites d'exploitation au sein de la Communauté européenne.